# 육각진

3차이며 마법 상수는 38이다.

마육각진(魔六角陣, magic hexagon) 또는 육각진(六角陣)은 사각형으로 이루어진 마방진과는 달리 육각형으로 이루어져 있는 마법진이다. 1부터 {\displaystyle H_{n-1}}까지의 정수를 포함한다. 여기서 {\displaystyle H_{n}}은 n번째 육각수이다. 이러한 육각지은 1차와 3차만 가능하며, 왜냐하면 합이 정수여야하기 때문이다. 4차 이상은 1이 아닌 숫자에서 시작해야 가능하다.

## Magic T-hexagon
|         |                           |
| Order 2 | Order 2 with numbers 1–24 |

정육각형을 제곱수의 6배의 정삼각형으로 분할한 뒤 세 방향으로 합이 같도록 한것으로 짝수차일때 가능하다.

## 같이 보기
- 마방진
- 육각형
- 육각수
- 지수귀문도